# Соната для фортепіано № 17 (Бетховен)

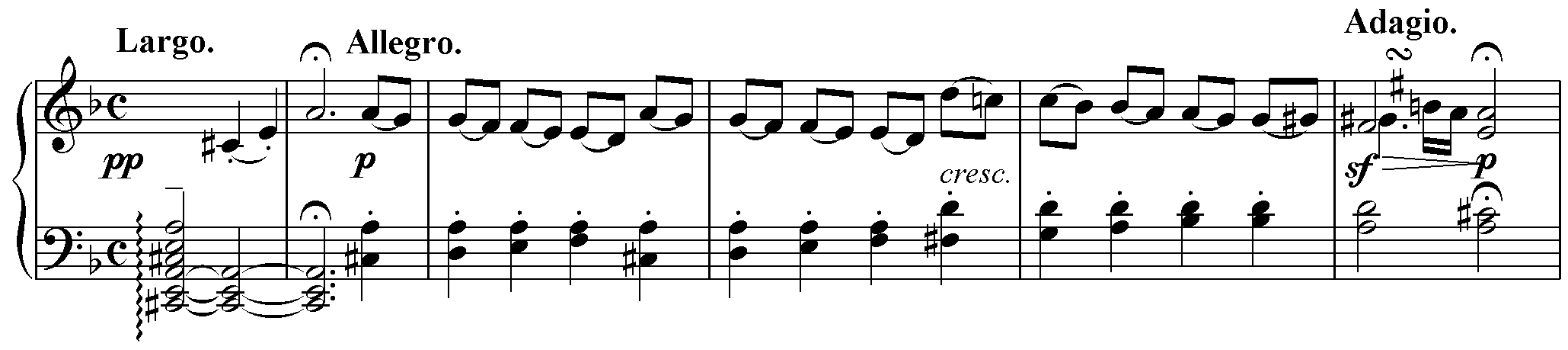
Początek Sonaty d-moll op. 31/2.

Соната для фортепіано № 17, ре мінор, op.31 № 2 Л. ван Бетховена, написана в 1801–1802 роках. Неофіційна назва — «Буря» (або нім. Der Sturm) через асоціацію з п'єсою Шекспіра «Буря».
Складається із 3-х частин:
1. Largo — Allegro
2. Adagio
3. Allegretto